# 서구 여성합창단

## 구성현황
- 단 장 : 이정임
- 단 원 : 42명
- 지휘자 : 우기선
- 반주자 : 손혜진

## 연혁
- 1991년 3월  서구어머니 합창단 창단
- 1991년 10월 19일 서구의 날 찬조출연으로 첫선 보임
- 1991년 12월 19일 청소년음악회 찬조출연(시민회관)
- 1993년 ~ 2001년  제1회 ~ 제7회 서구어머니 합창단 음악회
- 1999년 10월 23일 제1회 구덕골문화예술제 찬조출연
- 2000년 12월 10일 백혈병 어린이를 위한 "2002 어머니들의 합창" 출연  
  - 그외 각종 시ㆍ구 단위 행사 찬조 다수
- 2002년 9월 서구 여성합창단 개칭
- 2002년 10월 제14회 아시안게임 개ㆍ폐회식출연  
  - 부산세계합창올림픽 스포터즈 활동
- 2003년 3월 28일 제 8회 서구 여성합창단 발표회
- 2004년 11월 18일 제 9회 서구 여성합창단 발표회
- 2005년 12월 2일 제 10회 서구 여성합창단 발표회
- 2006년 12월 1일 제 11회 서구 여성합창단 발표회
- 2007년 12월 21일 제 12회 서구 여성합창단 발표회